# タコマドーム
タコマドーム（Tacoma Dome）は、アメリカ合衆国ワシントン州のタコマにある多目的ホール。

## 概要
1983年完成。バスケットボールやアイスホッケー、コンサート、各種イベントの会場として使われている。アメリカンフットボールやサッカーの開催実績がある。野球の試合は出来ない。
屋根の骨格は木材が使用されている。ドームの直径は約160メートル、高さは約46メートル。客席は可動式で柔軟性のあるレイアウトが可能である。最大収容人数は約2万人。

## 交通
タコマドーム駅と州間高速道路5号線が隣接しており、非常に便利な立地である。

## ギャラリー

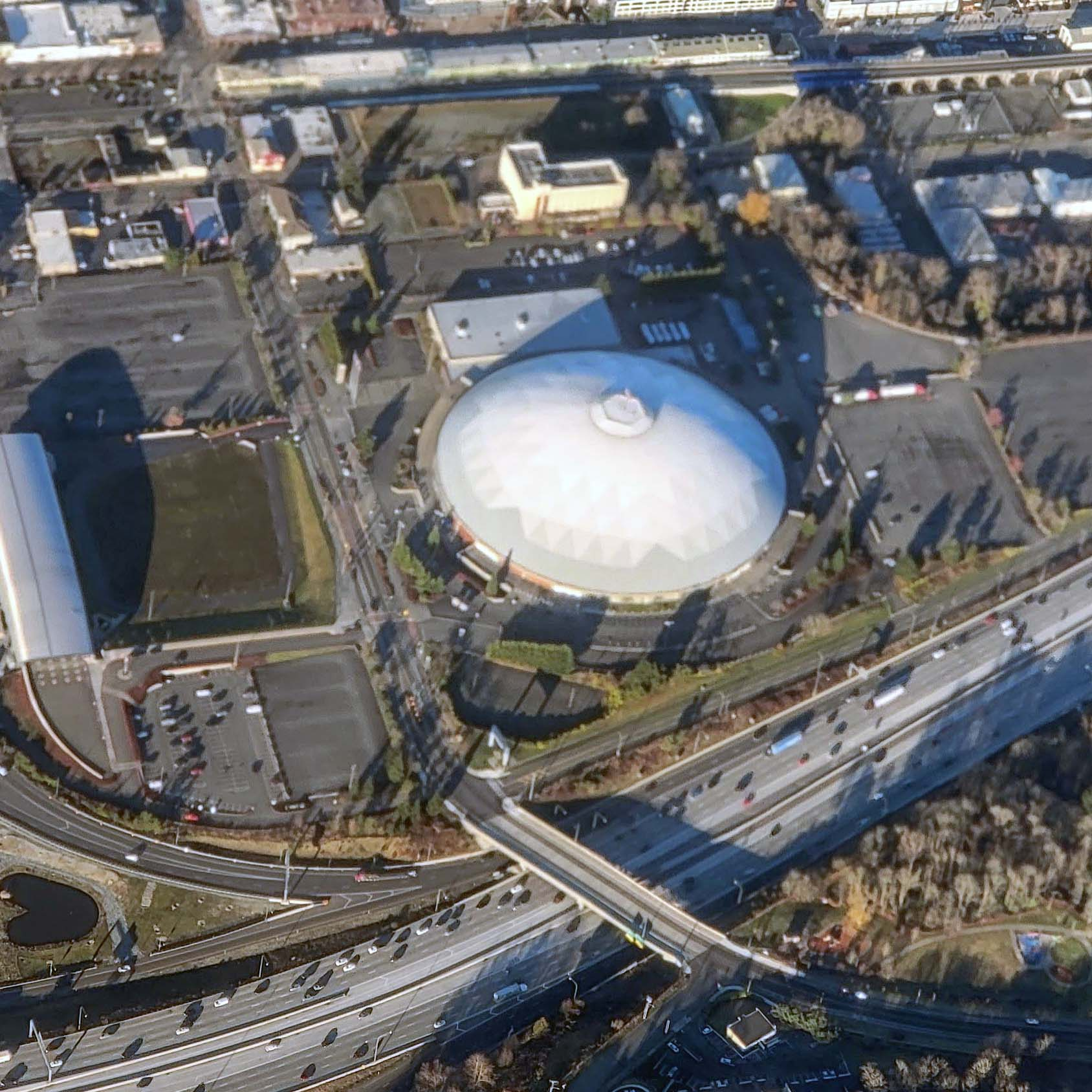
上空から
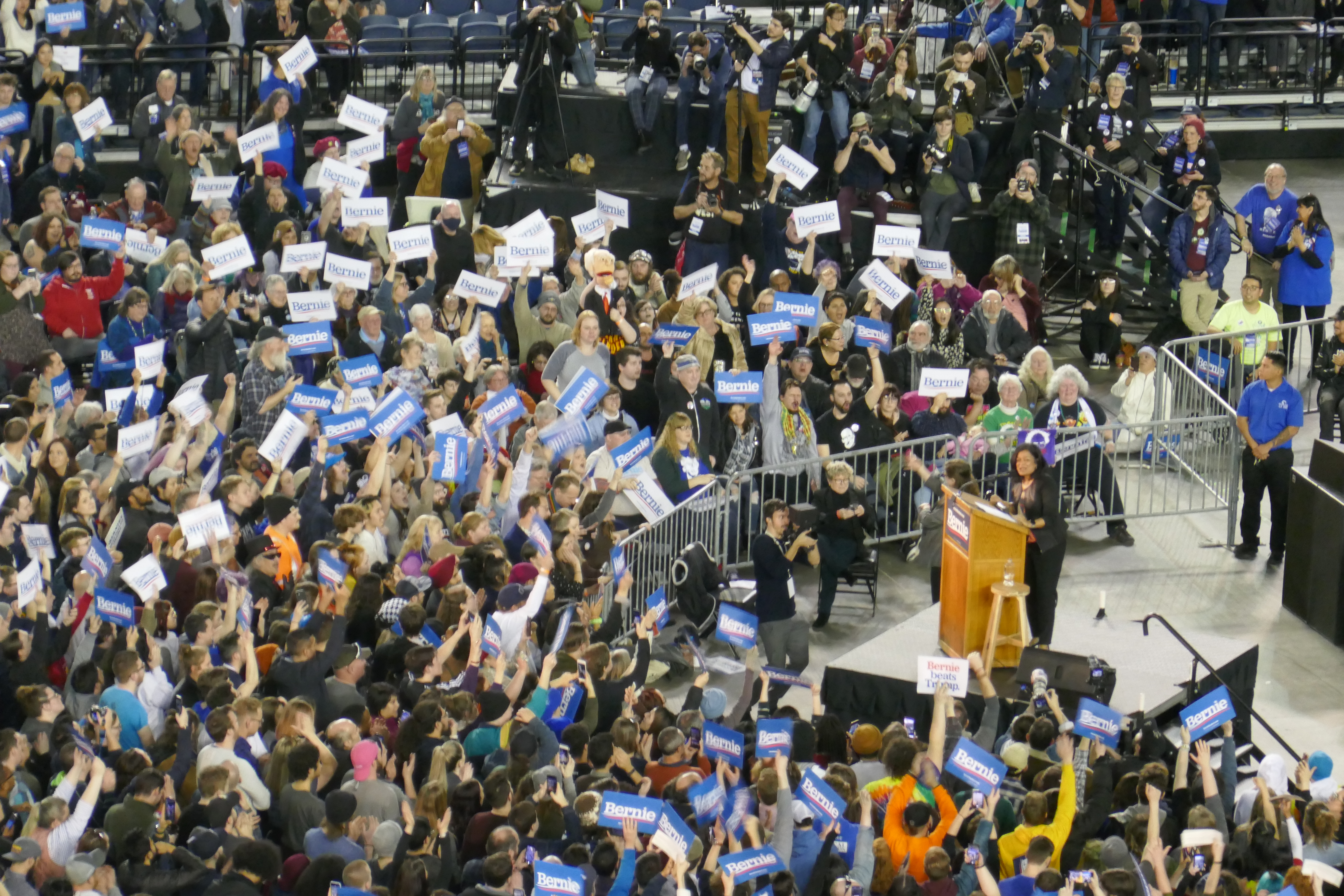
政治集会
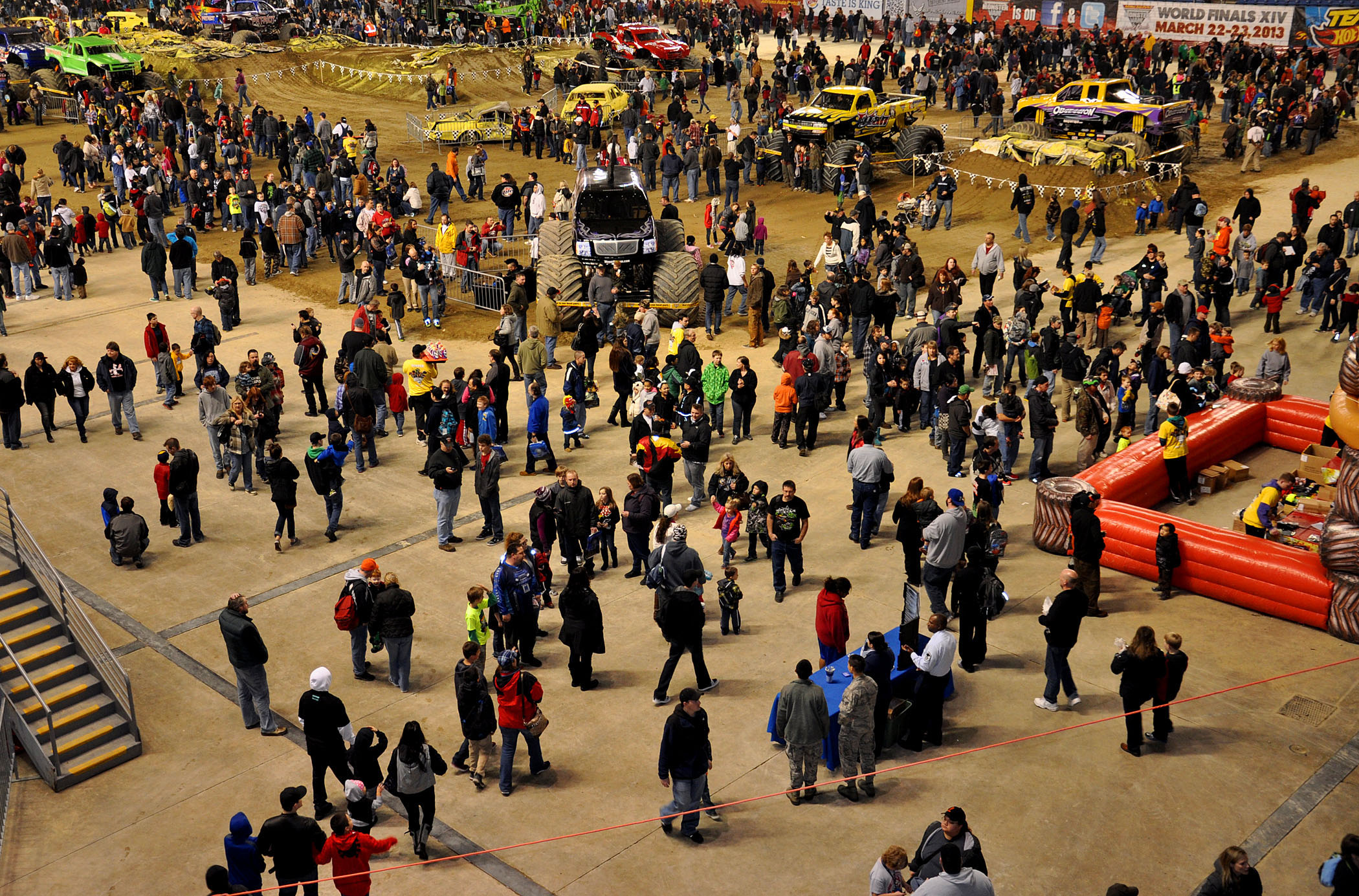
イベント